# Tantum ergo de Chausson
Pour les articles homonymes, voir Tantum ergo (homonymie).
Tantum ergo est une œuvre de musique religieuse d'Ernest Chausson composée en 1891.

## Présentation
Dernière page de musique religieuse d'Ernest Chausson, le motet Tantum ergo est daté « Civray, 12 août 1891 »,,.  
L'œuvre est écrite pour voix (soprano) avec accompagnement de violon, piano (ou harpe) et harmonium (ou orgue),. Elle reprend le texte de l'hymne Tantum ergo de Thomas d'Aquin (extrait de l'hymne de vêpres Pange lingua).  
La partition n'est pas publiée du vivant du compositeur mais de façon posthume, en 1926, par la Librairie de l'Art Catholique, vraisemblablement sous l'impulsion de la veuve de Chausson, Jeanne Escudier-Chausson.
La musicologue Isabelle Bretaudeau, responsable d'une édition critique de la partition en 2021, numérote la pièce comme quatrième de l'opus 16 du compositeur. Jean Gallois, auteur d'un catalogue des œuvres de Chausson, la classe de façon indépendante, sans numéro d'opus.
Le manuscrit autographe est conservé à la Bibliothèque nationale de France. 

## Analyse
Tantum ergo est en sol majeur, à 
. 
Pour Jean Gallois, l'œuvre est « d'un grand dépouillement thématique et harmonique, d'une ligne mélodique très pure également, enfermée dans un étroit ambitus (de fa à ré dans la première partie, de fa dièse à sol dièse dans la seconde), l'harmonium (ou l'orgue) plaquant de longs accords tandis que la harpe énonce, pianissimo, quelques arabesques de croches ou doubles croches ».  

## Discographie
- Ernest Chausson: Organ and Choral Works, Stanisław Maryjewski (orgue), solistes et chœur académique de l'université de Lublin, Elżbieta Krzemińska (dir.), Acte Préalable AP0556, 2023, premier enregistrement mondial[9].

### Partitions
- Ernest Chausson (édition critique Isabelle Bretaudeau), Les Dix Motets : opus 6, 12 et 16, Lyon, Symétrie, 2021 (ISBN 978-2-36485-124-5, présentation en ligne).

### Ouvrages
- Jean Gallois, Ernest Chausson, Paris, Fayard, 1994, 605 p. (ISBN 978-2-213-03199-6).
- Adélaïde de Place, « Ernest Chausson », dans François-René Tranchefort (dir.), Guide de la musique sacrée et chorale profane : De 1750 à nos jours, Paris, Fayard, coll. « Les indispensables de la musique », 1993, 1176 p. (ISBN 2-213-02254-2), p. 183-185.
- Gilles Thiéblot, Ernest Chausson, Paris, Bleu nuit éditeur, coll. « Horizons » (no 86), 2021, 176 p. (ISBN 978-2-35884-102-3).